# 野良田合戰
野良田合戰（のらだのたたかい）是永祿3年（1560年）淺井久政長子淺井長政和六角義賢的戰爭。
六角軍在數量上呈現壓倒性優勢，淺井軍士氣低落。身為總大將的淺井長政眼見如此，親自率軍突襲六角義賢所在本陣，淺井軍士氣大振，各各奮勇當先，最終取勝。
在同盟關係方面，淺井家從臣服六角家的關係中取得獨立。同時顯示了長政比父親久政更具領導能力。故家臣團也藉機強制逼迫久政讓出家督一職，必須蟄居。而六角軍大敗後，威勢一蹶不振，家臣的忠誠度開始產生嚴重動搖，不利六角義賢及其子統馭。

## 前端
父親久政為他迎娶了六角家家臣平井定武之女做正室，而當時剛元服的新九郎也拜領六角義賢名中的賢字，稱作淺井賢政。這件事造成賢政本人與淺井家眾家臣方面強烈不滿，認為娶六角家家臣之女做少主夫人，簡直是矮化淺井家地位，讓淺井家成為六角家的屬國。久政被迫蟄居監禁後，賢政便成為淺井家當主。他將平井夫人送回六角家，與六角家的關係撇清與斷絕，淺井家宣稱正式獨立。

## 佈陣
- 淺井軍：第一陣磯野員昌、第二阵为阿闭贞征、第三阵大野木、第四阵三田村、第五阵野村、第六阵浅井玄蕃亮、第七阵月月濑、第八阵东野、千田、西野，第九阵黑田、百百，第十阵浅井石见守、同七郎，後方本陣淺井長政、游擊軍以赤尾清纲，海北纲亲，照应各队。共計一萬一千的兵力。

- 六角軍：第一陣:蒲生賢秀、永原重興、進藤賢盛、池田景雄，第二陣:楢崎壱岐守、田中治部大夫等，後方本陣:六角義賢本部大隊人馬。共計二萬五千兵力。

## 開戰
雙方先陣，浅井軍百百隊與六角軍蒲生隊開始激烈戰鬥。雙方先鋒的戰鬥了4小時，仍然勢均力敵，不分勝負。但六角軍二陣的楢崎・田中隊加入助戰後，浅井軍百百隊先陣不敵開始崩潰。想保住淺井軍第一戰線不崩潰而奮戦的百々内蔵助被壯烈「討死」。浅井軍「先陣」成壞滅狀態，六角軍更加猛烈攻擊，浅井軍的戰敗已相當明顯。

## 逆轉勝
但浅井長政臨危不亂仍指揮若定將後陣軍又分為二隊:大野木茂俊・安養寺氏秀・上坂刑部等率領一隊繼續支撐浅井軍「先陣」抵擋六角軍的先鋒陣與二陣。另一方面浅井長政自率一隊別動隊突襲六角義賢的本陣。六角軍因開戰勝利，而疏忽防備六角本陣竟然被勇猛的浅井長政突襲軍給攻陷了，大將六角義賢匆忙逃走。本來呈現優勢六角軍的先鋒陣與二陣的見主帥逃走，也全軍潰逃，最後浅井軍獲得大勝利。

## 戰後影響
淺井家方面的淺井賢政改名為淺井長政，改名為長政的意義，有一說為效仿織田信長在桶狹間之戰大敗今川軍。另有一说是源至于武运长久一词。取了其父「久」之上的「长」，有决心成为超越父亲的大将之意味。学者普遍认为后者的见解才是正确的。之後織田信長開始注意淺井長政，由於美濃在於北近江的東邊，想與淺井家同盟，並把戰國第一美女織田市嫁給長政作為正室，並牽制美濃國的齋藤家。此役讓長政聲名大噪遠播至近畿一帶還有尾張、美濃，淺井家至此被推上戰國大名之一。
六角家經此役大敗之後，六角家家臣忠誠心開始嚴重地動搖。也因此六角義賢將家督的地位讓與兒子六角義治而出家，並改名為六角承禎。但是六角義治是較其父親更為愚蠢的家督，1563年，六角義治由於殺害六角家重臣後藤賢豐而引發觀音寺騷動，導致六角家內部的分裂。